# Entisar Elsaeed
Entisar Elsaeed   () és una advocada i activista pels drets de les dones egípcia, a més de fundadora i directora de la Fundació Caire pel Desenvolupament i el Dret. La seva fundació i missió se centra principalment en frenar la mutilació genital femenina, ajudar a les víctimes d'abusos domèstics i proporcionar educació sexual.

## Moviments
Amb l'arribada de la pandèmia COVID-19, Elsaeed i la seva fundació es van centrar en l'augment d'abús domèstic a moltes dones. Amb les quarentenes i confinaments domiciliaris que mantenien els homes la casa durant més hores del dia, es preveia que augmentaria la taxa d'abús domèstic. A més, l'educació sexual va patir durant la pandèmia, cosa que va provocar una incapacitat creixent per accedir a informació sexual segura. La fundació va observar que la responsabilitat de mantenir els membres de la família segurs i amb distància social recaia amb més freqüència a les dones. Com a resultat, la fundació d’Elsaeed va augmentar la producció de material educatiu sobre aquests tres problemes, cosa que els va permetre continuar impactant sense deixar d’adherir-se als protocols COVID segurs.
Elsaeed s'ha pronunciat contra la mutilació genital femenina (MGF) a Egipte, país amb el nombre més alt de dones que l'han patit (el 92% de les dones casades). La MGF a Egipta la practiquen tant musulmans com cristians i és realitza per qüestions tradicionals, i en menor mesura, religioses. Va recolzar explícitament les mesures del govern egipci per imposar condemnes més dures als condemnats que havien practicat la MGF. Elsaeed argumentava que si les condemnes eren curtes o pot estrictes, no s'acabarien aplicant.
A més, Elsaeed va donar suport a la llibertat d'expressió de les dones empresonades per "incitació a la disbauxa" per haver compartit vídeos a TikTok. Elsaeed va criticar la incapacitat de moltes persones a Egipte a adaptar-se als nous canvis culturals desenvolupats com a resultat de les xarxes socials.